# Tom Allen (comediante)
Thomas Paul Allen (nacido el 14 de junio de 1983) es un comediante, actor, escritor y presentador inglés. En 2005, ganó el concurso So You Think You're Funny en el Edinburgh Fringe.

## Primeros años y educación
Allen asistió a la escuela Coopers en Chislehurst. Se formó en el National Youth Theatre, actuando con la compañía en Londres y Manchester, además de trabajar en proyectos de divulgación, películas y también formando parte del equipo directivo de su compañía.

## Carrera

### Comediante
En 2005, a la edad de 22 años, Allen ganó el premio al debutante en comedia del Reino Unido, So You Think You're Funny. El mismo año ganó el premio BBC New Comedy. En 2016, apoyó a Sarah Millican en su gira con entradas agotadas por Australia, Nueva Zelanda y el Reino Unido. También ha apoyado a Josh Widdicombe, Romesh Ranganathan y Michael McIntyre.
Después de agotar las entradas de su espectáculo Indeed en el Festival de Edimb
urgo en 2016, regresó a The Pleasance en Edimburgo al año siguiente con su espectáculo Absolutely. Posteriormente, Allen se embarcó en su primera gira en solitario por el Reino Unido en septiembre de 2017 y extendió la gira hasta 2018, incluidas dos presentaciones en Londres en el Soho Theatre.

### Películas
El trabajo cinematográfico de Allen incluye Color Me Kubrick con John Malkovich, Starter for 10 con James McAvoy y Mark Gatiss, Tamara Drewe y Papás a la antigua.

### Televisión
Para la BBC, ha aparecido en las series Sensitive Skin y The Cut, así como en biografías de Fanny Cradock (Fear of Fanny) y Frankie Howerd (Better You Than Me). En 2008, Allen hizo su propio documental sobre identidad para E4, titulado Who Is Tom Allen?. En 2009, Allen apareció en el programa semanal TNT Show de Channel 4, escribiendo y presentando Dictionary Corner. También apareció en Law of the Playground para la misma emisora. En agosto de 2015 y marzo de 2016, Allen apareció en 8 Out of 10 Cats Does Countdown como invitado de Dictionary Corner. En octubre de 2016, apareció como invitado en The Great British Bake Off: An Extra Slice de BBC2, y en enero de 2017, hizo su debut en Live at the Apollo en un episodio presentado por Sarah Millican. Al mes siguiente, apareció como panelista en el programa de CBBC The Dog Ate My Homework. En julio de 2017, apareció en una versión especial de celebridades del programa de juegos The Crystal Maze y, una hora más tarde, esa misma noche, en Mock the Week.
También ha aparecido en Big Brother's Big Mouth y Big Brother's Little Brother.
En 2018, Allen apareció en el programa de preguntas y comedia de BBC One Ready or Not. Fue anfitrión de Bake Off: The Professionals con el ex concursante de The Great British Bake Off Liam Charles, pero se fue antes de la temporada 5, donde fue reemplazado por Stacey Solomon. Se unió a la serie de 2018 de The Great British Bake Off: An Extra Slice como colaborador habitual.
En 2019, se anunció que se convertiría en el nuevo presentador de la Serie 15 de The Apprentice: You're Fired! , reemplazando a Rhod Gilbert. Allen también apareció en un episodio del programa <i id="mwhQ">Hypothetical</i> de Josh Widdicombe.
En 2020, Allen compitió en Richard Osman's House of Games, junto a Chizzy Akudolu, Charlie Higson y Kate Williams. También hizo dos apariciones en QI en el mismo año y apareció nuevamente en <i id="mwkw">Hypothetical</i>.
En diciembre de 2020, Allen copresentó The Great Christmas Bake Off junto a Matt Lucas como reemplazo de Noel Fielding debido a su licencia de paternidad tras el nacimiento de su segundo hijo.
El 20 de febrero de 2021, Allen apareció como concursante en el programa de juegos de ITV Celebrity Catchphrase. El 11 de abril de 2021, Allen apareció como concursante en el programa de preguntas de ITV Tipping Point.
También en 2021, Allen presentó Tom Allen's Quizness para Channel 4 (una serie de cinco capítulos, que se mostró por primera vez el 14 de mayo de 2021) y se inscribió para presentar Cooking with the Stars de ITV/Marks & Spencer, un concurso programa de cocina que emitió su primer episodio el martes 13 de julio.
A finales de 2021, Allen se inscribió para ser el presentador de los primeros Premios Nacionales de la Comedia, una nueva ceremonia anual de premios que Channel 4 espera que sea la sucesora de los Premios de la Comedia Británica. Allen iba a presentar los premios en el London Roundhouse el 15 de diciembre de 2021 (con fecha de transmisión en Channel 4 el 17 de diciembre de 2021), pero el canal pospuso la primera ceremonia una semana antes de su celebración debido a las preocupaciones sobre la variante Omicron de COVID-19. El 8 de diciembre de 2021, Channel 4 dijo que ese evento será reprogramado para otro momento, aunque no dieron indicación de qué fecha sería ni si Allen seguiría siendo el anfitrión.

### Radio
Allen ha coescrito y grabado dos series de The Correspondent para BBC Radio 4. En 2009, hizo apariciones especiales en Loose Ends y The Richard Bacon Show.
Asumió el papel principal del joven Pip Bin en la comedia Bleak Expectations de BBC Radio 4, que hasta ahora ha contado con cinco series (2007, 2008, 2009, 2010 y 2012), coprotagonizada con Anthony Stewart Head y Richard Johnson.
En 2008, grabó una adaptación radiofónica de The Wooden Overcoat con Julia Davis y David Tennant, escrita por Mark Gatiss.
Allen también ha sido panelista invitado en Just a Minute de BBC Radio 4, en agosto de 2015 y febrero de 2017. También fue presentador invitado en el noveno episodio de la serie 86 transmitida en abril de 2021.
En 2018, como parte de una serie de especiales de comedia en BBC Radio 4, el 22 de abril se transmitió un programa titulado Tom Allen Is Actually Not Very Nice. Luego, el programa se amplió a una serie de cuatro episodios transmitida en diciembre de 2019.

### Audio deDoctor Who
Allen interpretó a Oliver Harper, el compañero de viaje del Primer Doctor y Steven Taylor durante un arco limitado de tres historias en los dramas de audio de Big Finish Productions basados en la serie Doctor Who, lanzados en 2011. Su personaje es un comerciante de la ciudad de 1966, que se unió al Primer Doctor y a Taylor en las obras de audio The Perpetual Bond, The Cold Equations y The First Wave. Harper fue el primer compañero continuo creado para la gama Companion Chronicles.

### Podcast
Desde octubre de 2015, Allen ha sido copresentador del podcast Like Minded Friends con la comediante Suzi Ruffell. También apareció como invitado en el otro podcast de Ruffell, Out with Suzi Ruffell.

## Vida personal
Vivió con sus padres desde su nacimiento hasta mayo de 2021. Su padre murió el 1 de diciembre de 2021, a los 80 años.